# Torrent de la Bassota
El Torrent de la Bassota és un afluent per l'esquerra del Torrent de Merles que transcorre íntegrament pel terme municipal de Gósol, al Berguedà.

## Xarxa hidrogràfica
El Torrent de la Bassota no té cap afluent.